# Meson
Meson 是用于自动化构建的自由软件，使用Python语言编写，在 Apache 许可证 2.0版本下发布，主要目标是为了让开发者节约用于配置构建系统的时间。

## 特性
- 多平台支持，包括 GNU/Linux、Windows、MacOS、GCC、Clang、Visual Studio等。
- 多语言支持，包括 C、C++、D、Fortran、Java、Rust等。
- 构建过程的定义使用对用户非常友好且具有很高可读性的非图灵完备DSL。
- 为多种操作系统以及裸机提供交叉编译。
- 针对极其快速和完整的增量构建进行了优化，同时又不牺牲正确性。
- 类似于 CMake ，Meson 并不直接构建软件，而是使用合适的后端，在 GNU/Linux 使用 ninja，在Windows 上使用 Visual Studio，在 MacOS 上使用 Xcode。

## 应用场景
GNOME 中的很多项目比如：GNOME Shell、GTK+、GLib、GStreamer 都抛弃Autotools，改为使用 Meson。Systemd 自从 234 版本开始依赖 Meson，并抛弃 Autotools。